# Masanori Kizawa
Masanori Kizawa (født 2. juni 1969) er en tidligere japansk fodboldspiller.
Han har spillet for flere forskellige klubber i sin karriere, herunder JEF United Ichihara og Cerezo Osaka.